# Cinghiale (arte celtica)

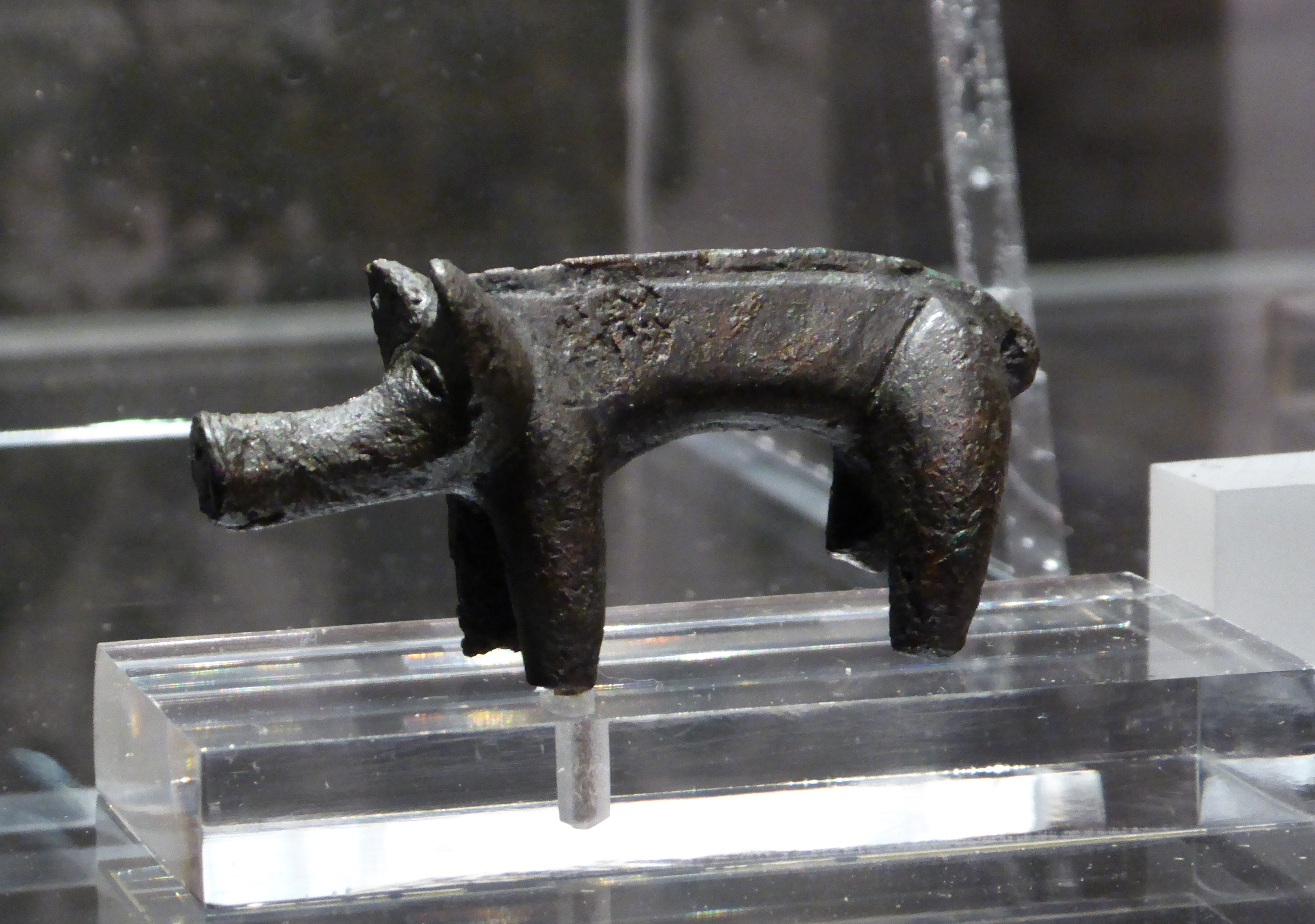
Statuetta celtica di cinghiale - Ashmolean Museum (catalogo AN 1936.175)

Nell'arte celtica, specialmente gallica, il cinghiale (Sus scrofa) è un soggetto particolarmente rappresentativo, molto utilizzato, soprattutto come insegna militare, di ruolo anche sacrale, in modo molto simile all'aquila romana. L'animale figura anche spesso nell'iconografia monetaria (ove però non primeggia) e nei ritrovamenti archeologici di idoli (presso noti santuari) e nella produzione scultorea celtica preromana (es. i Verraco).
Stilisticamente, l'arte celtica raffigura il cinghiale in forma spesso molto stilizzata ma sempre con la cresta dorsale, intesa quale simbolo della bellicosità, ben evidente.
Come i Romani, anche i Celti ricorrevano a delle insegne militari raffiguranti degli animali. Il cinghiale era appunto l'animale più frequentemente rappresentato sulle insegne militari celtiche (galliche in particolare). Altri animali potevano essere il toro (attestato anche per i Germani) o il cavallo. Gli esemplari noti d'insegne militari galliche raffiguranti cinghiali sono in bronzo battuto a freddo su cassaforma in legno, con inserti, zampe anteriori, orecchie, su un corpo costituito da due lamine di lamiera annidate. La loro forma, il loro assemblaggio, la loro decorazione rispecchiano un lavoro particolarmente attento da parte degli artigiani.

## Il cinghiale nella società dei Celti

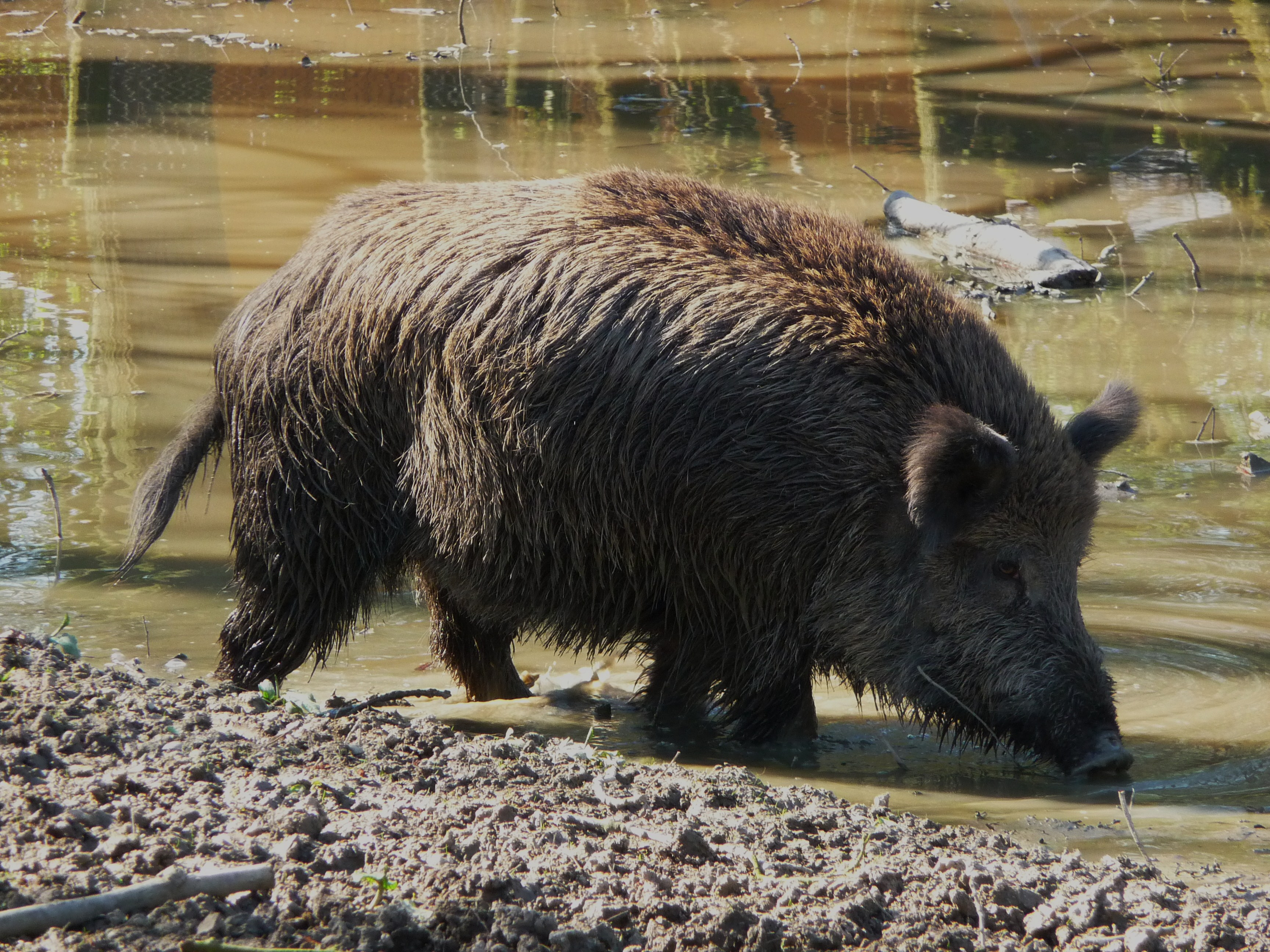
Cinghiale maschio adulto.

Il cinghiale (Sus scrofa Linnaeus, 1758) è un mammifero artiodattilo della famiglia dei Suidi. Da sempre considerato al contempo una preda ambita per la sua carne ed un fiero avversario per la sua tenacia in combattimento, in virtù di questo strettissimo legame con l'uomo il cinghiale appare assai frequentemente, e spesso con ruoli da protagonista, nella mitologia di moltissimi popoli, e solo nel corso del XIX secolo ha cessato di essere una fonte di cibo di primaria importanza per l'uomo, soppiantato in questo dal suo discendente domestico, il maiale. Gli esemplari adulti misurano fino a 180 cm di lunghezza, per un'altezza al garrese che può sfiorare il metro ed un peso massimo di un quintale circa.
La caccia al cinghiale ha sempre rivestito un ruolo molto importante nelle culture dei popoli indoeuropei, connaturandosi non solo come una pratica dettata da un bisogno alimentare o come uno svago ma spesso come una prova di coraggio e di virilità data la pericolosità della preda. Presso gli antichi romani, per esempio, la prima battuta di caccia al cinghiale rivestiva un ruolo iniziatico fondamentale nel passaggio all'età adulta. L'uccisione del suino selvatico era poi uno spettacolo molto apprezzato negli anfiteatri dei piccoli centri rurali lontani dal grande circuito gladiatorio di Roma e Capua. Il tema della caccia al cinghiale ricorre in tutte le declinazioni regionali della mitologia celtica: il potente cinghiale Twrch Trwyth del Ciclo arturiano; la storia di Culhwch e Olwen; i parallelismi nella mitologia gallese e nella mitologia irlandese; ecc.
Tra i Celti, il cinghiale, al pari di altri animali sacri quali il toro, l'aquila, ecc., rivestiva un ruolo religioso-culturale centrale.
Anzitutto, il cinghiale era simbolo dei Druidi, la classe dirigente sacerdotale cui competevano l'adempimento di riti di culto (anche il sacrificio umano), l'interpretazione degli auspici, la conservazione e la trasmissione del sapere tradizionale, la presidenza delle assemblee religiose, l'arbitrato nelle controversie tra tribù e l'amministrazione della giustizia civile e criminale (in particolare nei casi di assassinio). Il cinghiale era anche ritenuto simbolo della dea madre celtica nella prima Età del ferro, oltre che simbolo della divinità cinegetica Arduinna, solitamente raffigurata a cavallo dello stesso. Le raffigurazioni celtiche del cinghiale cominciano a La Tène nel IV secolo a.C., si spargono per tutta l'Europa Celtica (basti pensare alle creste d'elmo in foggia di cinghiale descritte sul Calderone di Gundestrup o ai cinghiali che, sul medesimo manufatto, circondano la figura centrale del dio Cernunno), lasciandoci molte testimonianze nella Gallia del I secolo a.C. e sopravvivono indenni nel periodo gallo-romano sino al IV secolo.

## Insegne militari

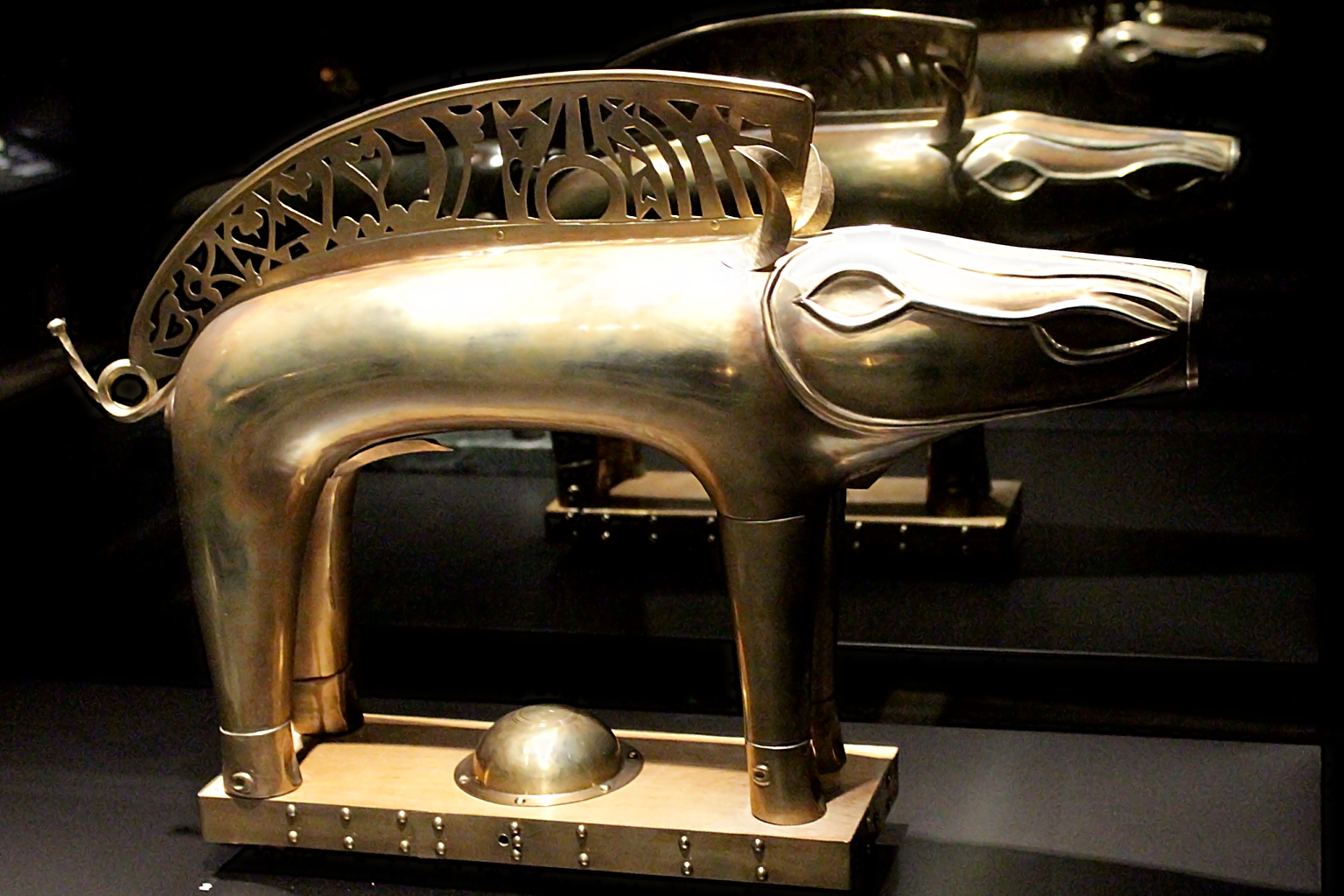
Il "Cinghiale di Soulac-sur-Mer" (replica).

### Descrizione
Gli esemplari noti d'insegne militari galliche raffiguranti cinghiali sono in bronzo battuto a freddo su cassaforma in legno, con inserti, zampe anteriori, orecchie, su un corpo costituito da due lamine di lamiera annidate. La loro forma, il loro assemblaggio, la loro decorazione rispecchiano un lavoro particolarmente attento da parte degli artigiani. La dimensione varia: 55 cm per il "Cinghiale di Soulac-sur-mer"; 45 e 53 cm per le insegne-cinghiale di Neuvy-en-Sullias. Un'altra statuetta ritrovata a Neuvy-en-Sullias, raffigurante un bovidae, misura 47 cm di lunghezza ma senza testa. La lunghezza della cresta dorsale (in bronzo) trovata presso il santuario del oppidum di Corent fa stimare che la statua cui apparteneva avesse la stessa taglia. L'iconografia mostra che le insegne cinghialiformi erano inastate su dei pali (come i signa dei Romani), motivo per cui i manufatti dovevano essere relativamente leggeri e sottili nella sagomatura.
Ci sono anche grandi punte di lancia traforate, come quella trovata in un luogo di sepoltura nella Marna chiamato Fin d'écury, a Fère-Champenoise. Un altro, scoperto a Thugny-Trugny nel 2002 ha una fiamma ondulata di quasi un metro. Un terzo è sospettato a Tintignac. Questi artefatti sono a volte indicati come "stendardi-lancia" (fr. lance-enseignes) ed è probabile che identifichino un grado inferiore dell'organizzazione dei vessilliferi gallici come per il caso del Beneficiarius dell'esercito romano.
Il cinghiale è appunto l'animale più frequentemente rappresentato sulle insegne militari galliche. Tuttavia, altri animali potevano sostituire il suidae. L'Arco di Orange mostra un'insegna militare gallica in forma di toro. Nel racconto di Plutarco della Guerre cimbriche, anche i germani Cimbri prestano giuramento ad un'insegna di forma taurina. Allo stesso modo, la statuetta in bronzo del cavallo di Guerchy è talvolta interpretata come un'insegna militare.

### Similitudini
L'Aquila delle legioni romane sono strettamente legate alle insegne dei cinghiali gallici. Plinio il Vecchio, nella sua Storia Naturale, ricorda che prima della riforma mariana, le truppe romane combattevano sotto insegne rappresentanti diversi animali tra cui il cinghiale. Fu appunto Gaio Mario ad imporre l'aquila, simbolo di Giove, il principale dio capitolino di Roma. Il cinghiale restò in uso come icona distintiva di talune legioni (quattro in totale), tra cui la Legio XX Valeria Victrix, erede della Legio XX di Cesare.
Come le insegne galliche, anche le insegne romane erano oggetto di venerazione religiosa. L'aquila di Giove non scomparirà dagli emblemi della legione romana fino all'avvento del cristianesimo, quando prevalsero altri simboli legati alla nuova religione quali il Crisma, la Croce ed il Labaro.
I Sarmati, popolo scita, avevano uno stendardo particolare costituito dalla testa di un canidae, cane o lupo, con le fauci spalancate, inastato e crestato d'una lunga striscia di tessuto. Questo stendardo fu adottato dall'esercito romano quando, nel III secolo, sviluppò le unità di cavalleria pesante, i c.d. "catafratti", inizialmente composte da cittadini sarmati. Adottando questo emblema, il Draco, i romani trasformeranno la testa di un lupo in una testa di serpente. Una descrizione di Ammiano Marcellino specifica che il vento, precipitando nella coda del tessuto attraverso la bocca aperta dello stendardo, produceva un suono notevole. Alcuni reperti confermano antiche rappresentazioni e descrizioni, come l'esemplare in bronzo rinvenuto a Niederbieber, nel Palatinato.

### Uso militare delle insegne-cinghiale
L'insegna del cinghiale era primariamente un manufatto d'uso militare comune ai diversi popoli celtici.
Gli eserciti gallici erano organizzati su distinti livelli (Civitates, Pagi e Centurie) riflettenti l'organizzazione sociale ed etnica gallica. Ciascuna di queste suddivisioni aveva la propria insegna militare di riferimento. Le cifre fornite dai generali romani vittoriosi danno un'idea approssimativa del numero di soldati per unità. Così, durante la Battaglia di Cremona (200 a.C.), nella Seconda guerra punica, i dati circa 35.000 morti gallici e 70 insegne catturate permettono di stimare 500 uomini per ogni insegna gallica. Nella battaglia di Alesia, Cesare conquistò 74 insegne mentre nella Battaglia dei Campi Raudii, Gaio Mario conquistò 33 insegne.
La grande visibilità degli alfieri imbraccianti l'insegna del cinghiale suggerisce la possibilità che, come gli aquilifer romani, ritrasmettessero gli ordini provenienti dal comando per il corpo d'armata. Tuttavia, a causa del grande disordine sul campo di battaglia durante la mischia, è più probabile che questo ruolo fosse almeno condiviso dal soldato che portava il Carnyx.

### Uso religioso delle insegne cinghiale

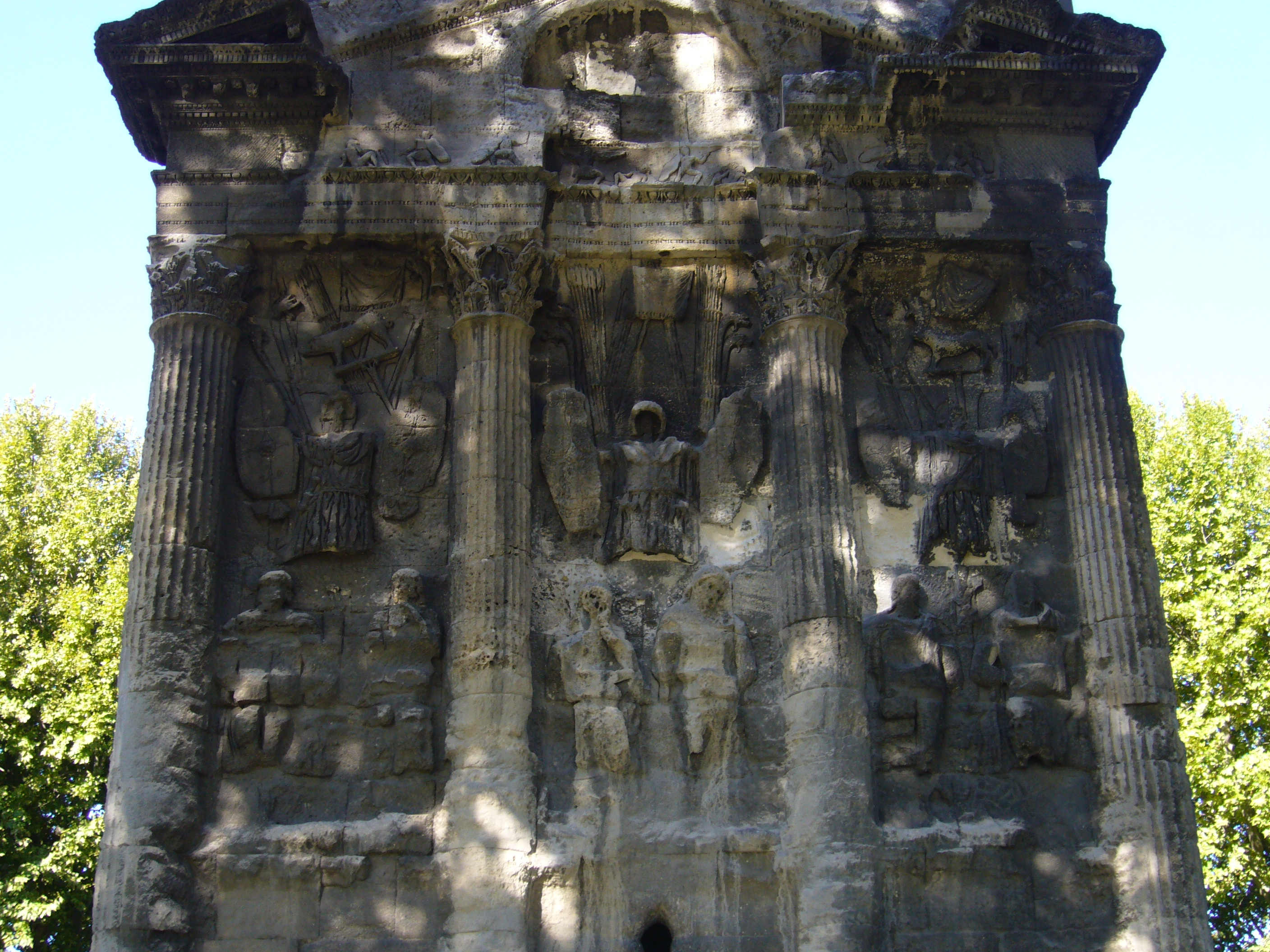
Arco di Orange, lato est.

Ci sono molte indicazioni che le insegne galliche, come le loro controparti romane, fossero oggetto di venerazione come parte di un culto guerriero. Il primo indizio di questa venerazione è dato dal fatto che in tempo di pace, le insegne e gli strumenti musicali bellici quali il carnyx, venivano conservati nei santuari, come testimoniatoci da Polibio.
Secondo la testimonianza di Gaio Giulio Cesare, i popoli gallici prestavano giuramento sulle insegne militari raccolte in un fascio. Un aneddoto riportato da Plutarco nella Vita di Mario lo conferma. Il giuramento è descritto da Cesare come "cerimonia che, nei loro costumi, è la cosa più sacra". È probabile che una tale cerimonia potesse essere accompagnata dallo scambio di ostaggi.
I Celti condividevano con i Greci l'usanza del trofeo. Il loro bottino, il giorno dopo una vittoria, era generalmente dedicato alla divinità. I Galli mostravano le armi sottratte al nemico nei loro santuari e, tra queste armi, le insegne cinghialiformi erano i trofei preferiti. Questa esposizione prese la forma d'un manichino costruito con le armi dei vinti. Tali manichini possono essere visti sull'Arco di Orange e sui trofei dei Galati nel Tempio di Atena Polias (Pergamo). Il contesto del ritrovamento del "Cinghiale di Corent" presso l'omonimo oppidum fa supporre che quest'insegna facesse appunto parte di un trofeo-manichino.

### Opere notevoli
- Cinghiale di Soulac-sur-Mer[16]
- Cinghiali del Tesoro di Neuvy-en-Sullias[30]
- Cinghiale di Corent - Nel 2009, la cresta di bronzo di un'insegna-cinghiale con motivi traforati è stata scoperta nel oppidum di Corent, nelle antiche terre degli Arverni. Il resto del manufatto non è stato trovato. Faceva parte di un trofeo composto da elementi risalenti alla seconda metà del II secolo a.C. e frutto di una vittoriosa spedizione militare degli Arverni contro un popolo limitrofo.[19]
- Frammenti di cresta e di hure furono scoperti presso il santuario di Mandeure, l'antico Epomanduodurum, tra i Sequani. Sono stati trovati anche frammenti di Carnyx. I pezzi erano molto frammentati, il che suggerisce che il deposito primario fu sconvolto abbastanza presto, forse non appena fu costruito il santuario gallo-romano.
- Altri frammenti furono scoperti ad Antigny (Vienne), tra i Pictoni. Il santuario di Gué-de-Sciaux dove furono fatte queste scoperte è famoso anche per le sue statue, una delle quali rappresenta un cinghiale.[31] Quest'ultimo potrebbe essere un esempio degli idoli "immobili" citati da Polibio.
- Un cinghiale in lamiera di bronzo è stato scoperto nel 1995 a Ilonse nelle Alpi Marittime.[32]
- Possiamo ancora menzionare frammenti scoperti a Tintignac e Vieux-Poitier, così come il Cinghiale di Šárka, vicino a Praga.

## Statuaria
Il Verraco (es. "cinghiale") è una scultura zoomorfa molto stilizzata tipica dell'altopiano della Meseta (altropiano centrale della Spagna) e principalmente attribuita, per la datazione, al popolo dei Vettoni. Le opere assumono generalmente la forma di suidae o bovidae, più raramente orsi o equini, rappresentati in piedi. Le interpretazioni differiscono per quanto riguarda la loro funzione: potrebbero essere segni del confine o proprietà di pascoli, idoli protettivi per il bestiame o monumenti funerari. Il ritrovamento più grande fino ad oggi è in mostra nella piazza principale di Villanueva del Campillo, il ritrovamento più a nord è quello in mostra al Museo Basco di Bilbao soprannominato "Idolo Mikeldi", scoperto a Iurreta in Biscaglia. Tra i più noti possiamo citare i "Tori di Guisando" a El Tiemblo in Avila, o il toro presente sul ponte romano di Salamanca.

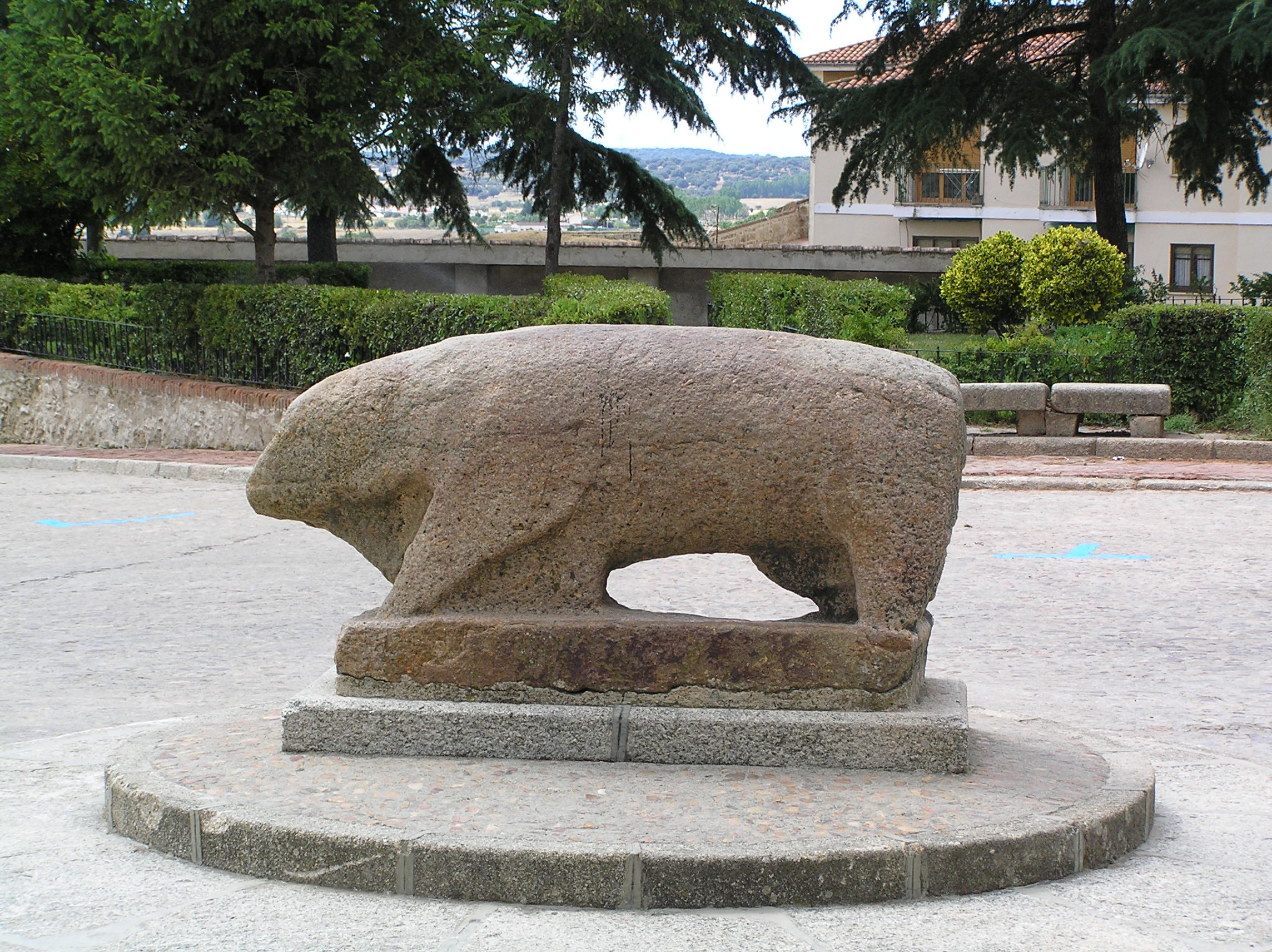
Verraco di cinghiale - Ciudad Rodrigo.
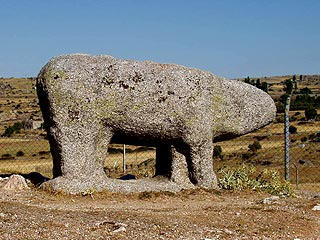
Verraco di cinghiale - Mingorria.
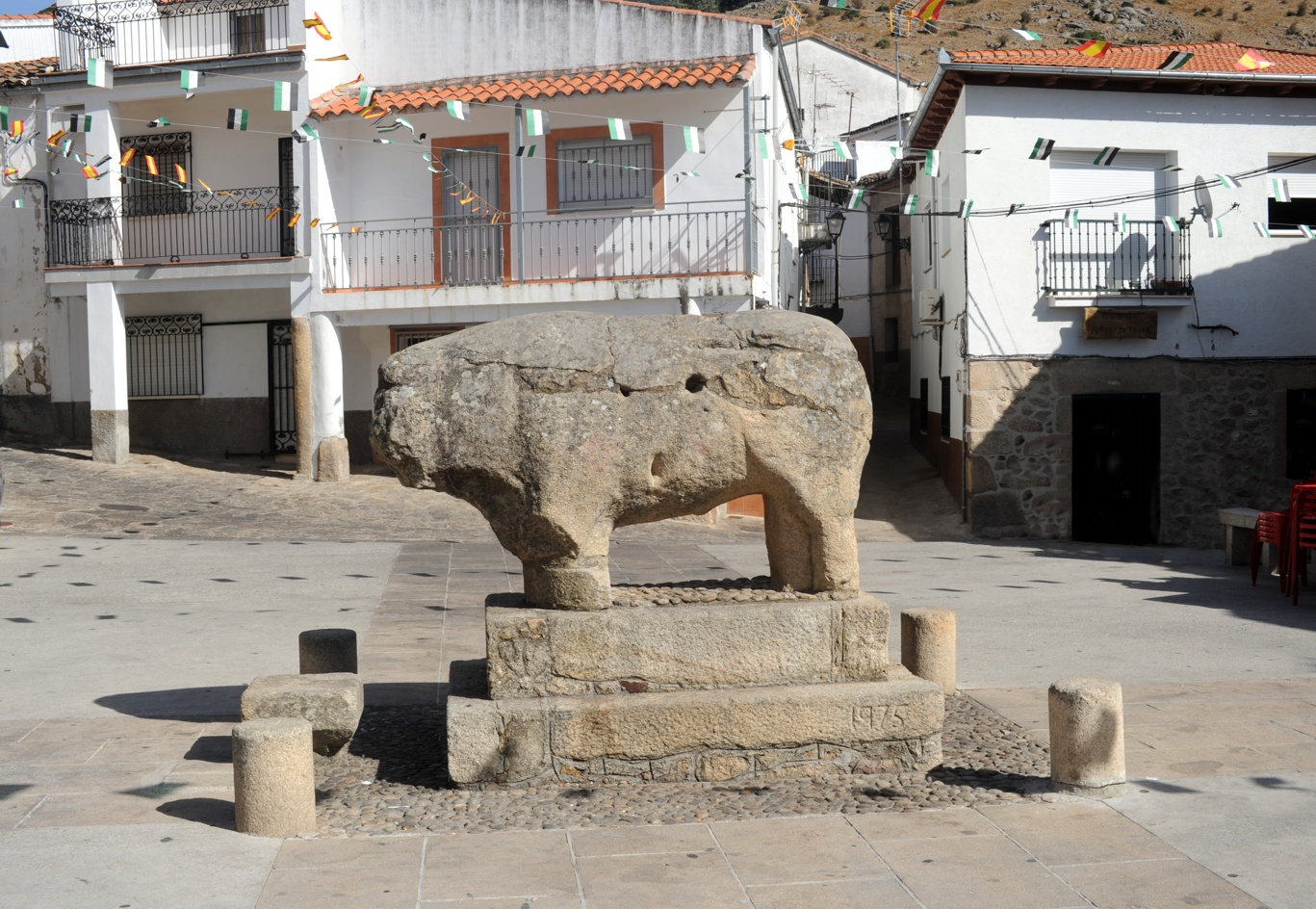
Verraco di toro - Segura de Toro.

## Numismatica

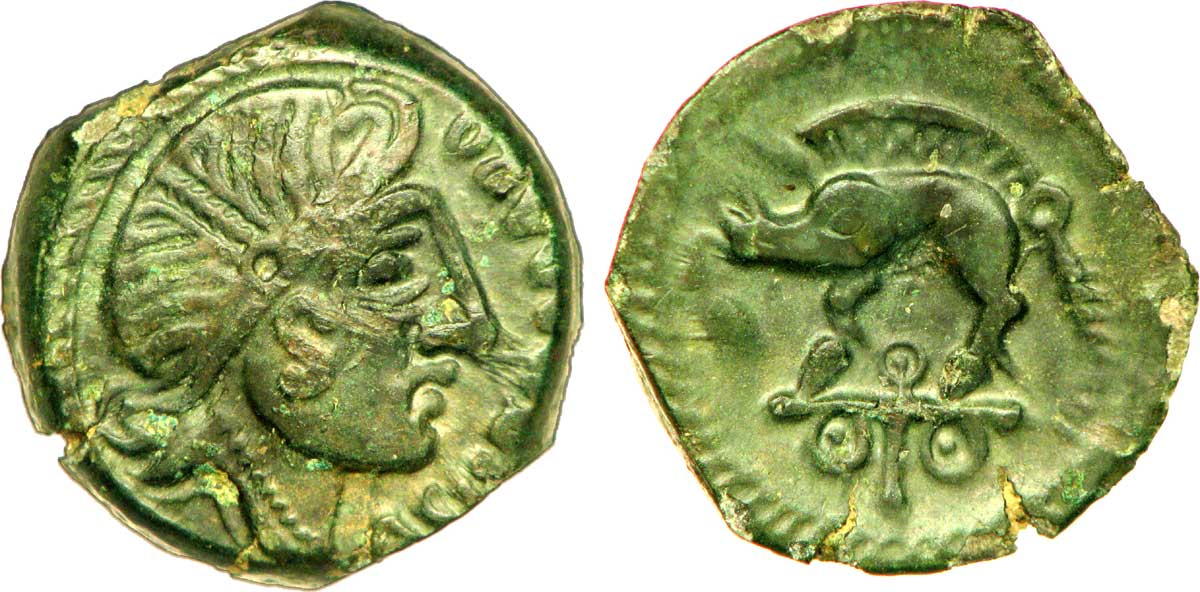
Moneta di bronzo degli Eburovici raffigurante un cinghiale - (Évreux, Normandia).

Il cinghiale, come soggetto principale, compare abbastanza raramente nella monetazione gallica, largamente preceduto dal cavallo. È più spesso usato come elemento secondario. Tuttavia, è più ampiamente utilizzato nelle trasmissioni della Repubblica romana.
Secondo lo storico Deyber, una moneta del popolo dei Petrocori, nota ai numismatici con il riferimento LT4336, mostra un emblema che ricorda uno stendardo medievale. Questa moneta, il "Quinario di Lucios", a volte attribuita agli Edui o ai Pictoni dai numismatici, mostra un alfiere appoggiato al suo scudo. L'insegna cinghialiforme è assente, viene portato smontato, lungo il palo. Nella parte superiore di quest'ultimo c'è un emblema composto da tre palline raggruppate in un triangolo. Questo simbolo, che si trova il più delle volte su apparecchiature affiliate alla sfera militare, come l'elmo con gli anelli di Tintignac, potrebbe essere un simbolo di comando celtico.

## Altri utilizzi

### Carnyx

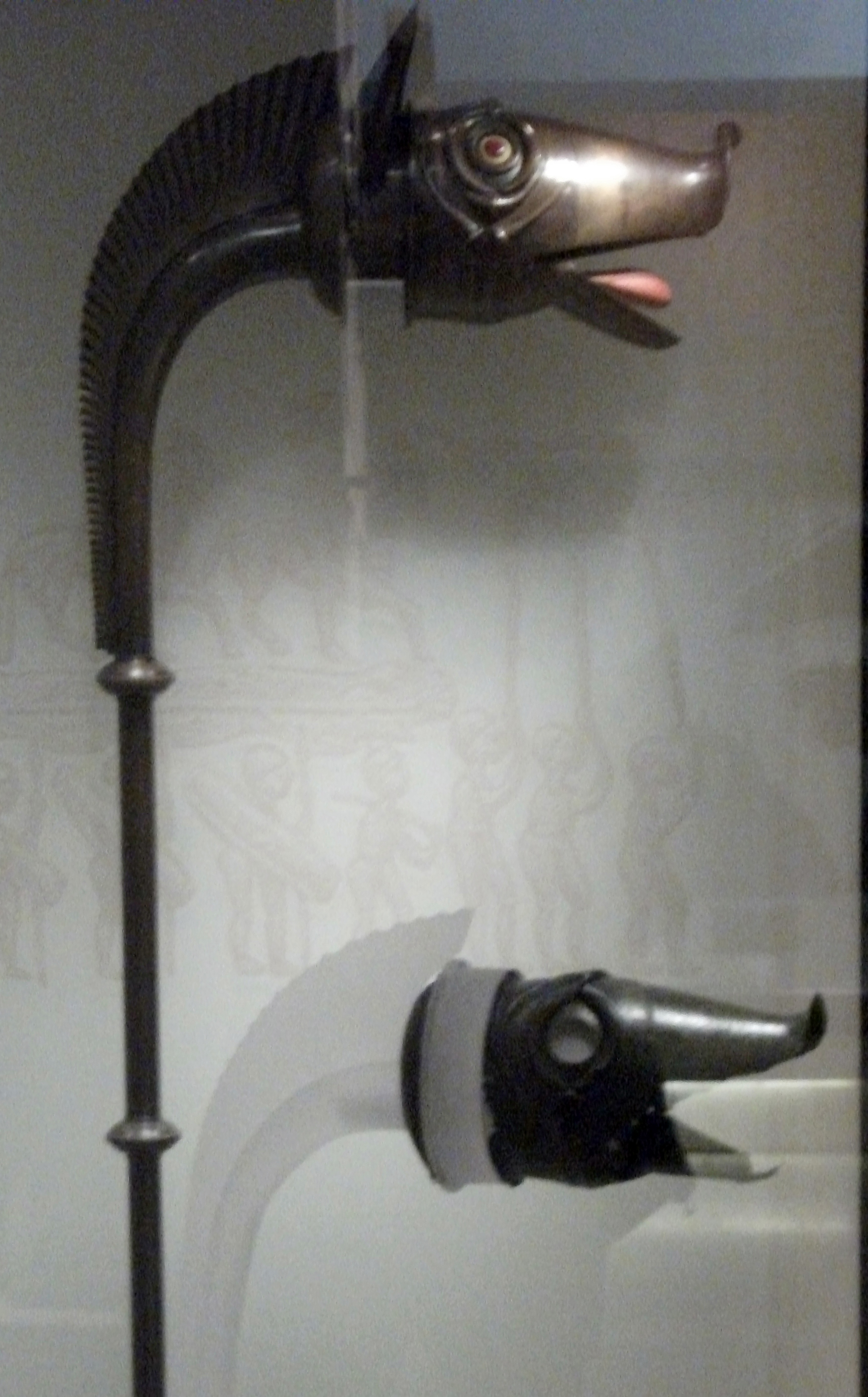
Il "Carnyx di Deskford" (Scozia) in foggia di cinghiale - National Museum of Scotland.

Quella del cinghiale era una delle fogge ricorrenti per il Carnyx, l'iconico strumento musicale dei Celti il cui uso è attestato dal 300 a.C. al 200 a.C. Gli altri soggetti erano solitamente draghi/serpenti o cavalli. Anche il Carnyx, come le insegne militari, era un manufatto di bronzo lavorato nel quale l'animale era resto in modo molto stilizzato ma con la cresta sempre ben visibile.

### Idoli
Polibio fornisce curiose informazioni sui simboli celtici. Oltre all'indicazione che questi erano conservati nei templi in tempo di pace, menziona l'esistenza di diversi tipi d'insegne e idoli, inclusi gli idoli "immobile" che lasciava il santuario solo in occasione di grandi eventi. È possibile che le più grandi effigi di animali, come il "Cinghiale di Neuvy-en-Sullias", a grandezza naturale e di pregevole fattura, o il cavallo di bronzo scoperto con il Carnyx nel sito archeologico di Tintignac-Naves, attualmente interpretato come una statua di culto, rientrino nella categoria di questi idoli "immobili". Durante i loro rari spostamenti, questi idoli erano probabilmente trasportati da un palanchino o da un carro. Purtroppo però l'iconografia non ci fornisce informazioni in merito all'effettiva esistenza di questi grossi idoli.

### Fonti
- (LA) Gaio Giulio Cesare, De bello gallico.

### Studi
- (EN) Allen S e Reynolds W, Celtic warrior, 300 BC-AD 100, Osprey Publishing, ISBN 1-84176-143-5.
- (FR) Boekhoorn DN, Bestiaire mythique, légendaire et merveilleux dans la tradition celtique : de la littérature orale à la littérature écrite (TESI), 2008.
- (FR) Deyber A, Les gaulois en guerre, Éditions errance, 2009.
- (FR) Delmarre X, Dictionnaire de la langue gauloise, 2ª ed., Editions Errance, 2003, ISBN 2-87772-237-6.
- (EN) Foster J, Bronze Boar Figurines in Iron Age and Roman Britain, in British Archaeological Reports, n. 39, 1977, ISBN 978-0-904531-74-9.
- (EN) Frank R, The Boar on the Helmet, in Karkov CE e Damico H (a cura di), Aedificia Nova: Studies in Honor of Rosemary Cramp. Publications of the Richard Rawlinson Center, Medieval Institute Publications, Western Michigan University, 2008,  pp. 76-88, ISBN 978-1-58044-110-0.
- (FR) Kruta V, Les Celtes. Histoire et dictionnaire. Des origines à la romanisation et au christianisme, Parigi, Laffont, 2000.
- (FR) Matthieu F, Le guerrier gaulois, du Hallstatt à la conquête romaine, Éditions errance, 2007.
- (EN) Megaw R [e] V, Celtic Art: From its beginnings to the Book of Kells, Thames & Hudson Ltd, 2001.
- (FR) Olivier L, L'art gaulois, Parigi, Editions Jean-Paul Gisserot, 2010, ISBN 978-2-7558-0108-8.